# Semana Musical Llao Llao
La Semana Musical Llao Llao est un festival de musique classique en Argentine. 

## Histoire
Le festival est fondé en 1993 et se tient à l'hôtel Llao Llao, près de Bariloche. Le festival rompt avec la tradition argentine et apporte la musique classique dans les contreforts des Andes. Le festival a lieu chaque année en octobre. La presse spécialisée argentine considère ce festival comme l'un des événements de musique classique les plus importants et les plus prestigieux d'Amérique latine.
Du 4 au 8 mars 2020, la Llao Llao Music Week célèbre sa 22e édition après une interruption de deux ans.